# Thạch Lâm (Vân Nam)

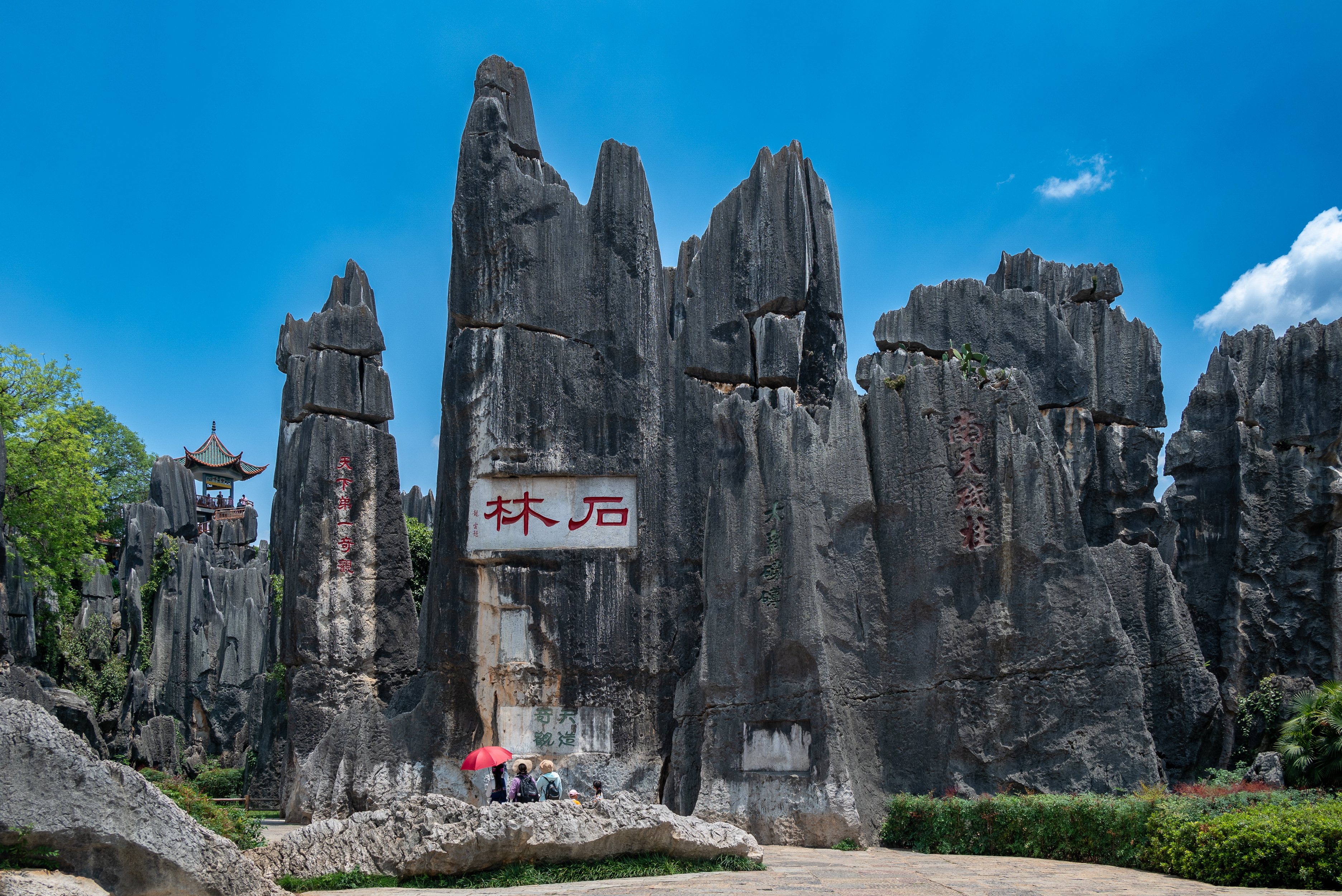
Thạch Lâm, tỉnh Vân Nam

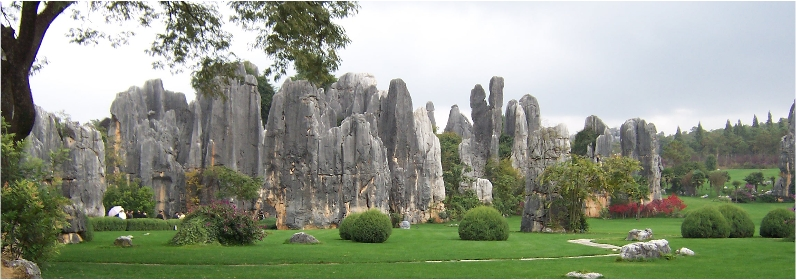
Quang cảnh Thạch Lâm

Thạch Lâm hay Rừng đá (tiếng Hoa: 石林) là một khu rừng đá tự nhiên tại huyện tự trị dân tộc Di Thạch Lâm (石林彝族自治县)，tỉnh Vân Nam, Trung Quốc, cách Côn Minh 120 km. Diện tích hơn 40 vạn mẫu. Thạch Lâm là điển hình khu địa chất hình thành và biến hóa qua hàng tỷ năm và có địa mạo đặc biệt Carxtơ. Ngày 12 tháng 3 năm 2004, Thạch Lâm được các chuyên gia của tổ chức bình chọn địa chất thế giới thuộc UNESCO công nhận là Vườn địa chất thế giới. Năm 1984, Thạch Lâm được chính phủ Trung Quốc phê chuẩn là Khu thắng cảnh trọng điểm quốc gia. Theo truyền thuyết của dân tộc Di (彝族) thì Thạch Lâm là đất tổ của dân tộc này. Phong cảnh chủ yếu của Thạch Lâm là: Rừng đá lớn nhỏ, Lý Tử Tinh Thạch Lâm (李子菁石林), Động Chi Vân, Trường Hồ, Đại Điệp Thủy (大叠水). Mỗi năm vào ngày 24/6 âm lịch là thời gian tham quan Thạch Lâm lý tưởng nhất